# Internationaler Stefan-Heym-Preis
Der Internationale Stefan-Heym-Preis wird seit dem Jahr 2008 in Gedenken an den deutschen Schriftsteller Stefan Heym (1913–2001), den Sohn und Ehrenbürger der Stadt Chemnitz, verliehen.
Chemnitz verleiht die mit 20.000 Euro dotierte Auszeichnung alle drei Jahre an zeitkritische und couragierte Autoren und Publizisten, die sich wie Stefan Heym in ihrem Wirken als Persönlichkeiten erwiesen haben und die sich in gesellschaftliche wie politische Debatten einmischen, um für moralische Werte zu streiten. Unter dem Vorsitz des Oberbürgermeisters werden die Preisträger von einem Kuratorium gewählt.
Anlässlich des 100. Geburtstags ihres Ehrenbürgers Stefan Heym im April 2013 wich die Stadt Chemnitz einmalig vom Drei-Jahres-Rhythmus der Verleihung ab und beging mit einer Festwoche das Jubiläum. Ein Höhepunkt war die Vergabe des Internationalen Stefan-Heym-Preises an den deutschen Schriftsteller, Übersetzer und Essayisten Christoph Hein. Laut Oberbürgermeisterin Barbara Ludwig wurde mit ihm „ein kritischer Geist und herausragender deutscher Schriftsteller geehrt, dessen literarisches Werk von kluger Beobachtung und gesellschaftlichem Engagement geprägt sei.“

## Preisträger
- 2008 Amos Oz
- 2011 Bora Ćosić
- 2013 Christoph Hein
- 2017 Joanna Bator
- 2020 Slavenka Drakulić und Richard Swartz[3]
- 2023 Jenny Erpenbeck[4][5]

## Stefan-Heym-Förderpreise
Zusätzlich vergibt die Stadt Chemnitz seit 2017 auch Stefan-Heym-Förderpreise im Umfang von insgesamt 20.000 Euro „für Projekte und Initiativen, die sich in besonderer Weise mit Leben, Werk und Wirken Stefan Heyms beschäftigen“.